# Runaways (canción)
«Runaways» es el primer sencillo del cuarto álbum de estudio de The Killers, Battle Born. El álbum fue lanzado en el Reino Unido el 17 de septiembre de 2012.

## Lanzamiento
El 2 de julio de 2012, la banda dio a conocer la carátula del sencillo. El 10 de julio, la canción fue transmitida por primera vez en las radios de todo el mundo. KROQ y BBC Radio 1 fueron las primeras radios en tocar la canción en Estados Unidos e Inglaterra respectivamente. El 17 de julio de 2012, la canción fue lanzada a través de iTunes, debutando en el puesto número 17 de las mejores veinte canciones de rock alternativo en Estados Unidos. En el Reino Unido, sin embargo, el sencillo no será lanzado hasta el 9 de septiembre de 2012. «Runaways» también tuvo un éxito comercial en Latinoamérica, alcanzando el puesto número 1 el día de su lanzamiento en tiendas iTunes de Argentina, Brasil, Chile, Colombia, Ecuador, El Salvador, Honduras, México y Perú. Días después, el 23 de julio, «Runaways» debutó en el puesto número 2 en la lista de NME.

## Recepción de la crítica
La canción ha recibido comentarios positivos por parte de la crítica. Jon Dolan, de la revista Rolling Stone le dio tres estrellas diciendo que "el primer sencillo del primer álbum de The Killers en cuatro años es un sueño febril del rock de los años ochenta, siendo una gran canción. El poder de la voz de Brandon Flowers (vocalista de The Killers) es similar a la de Bruce Springsteen. Flowers se nota inconfundible".
Muchos críticos han hecho hincapié en que la canción está influenciada por lo mejor de Bruce Springsteen y comparte temáticas de éxitos como «Thunder Road» o «Born to Run». Nicky Barrison de NME aclamó la canción y la describió como un gran regreso. "Es bueno saber que no están jodidamente perdidos. Cuatro años después de «Day & Age», cuando surmegieron sus pies en el mundo bailable, The Killers hacen un regreso único. Una de las grandes falacias de la carrera de la banda es que el álbum de 2006, «Sam's Town, no fue su mejor álbum y a pesar de que «Day & Age» fue bueno, pateó injustamente el trasero de su antecesor. Pero ahora «Runaways» reabraza su sonido parecido a Springsteen". Nolan Feening de Entertainment Weekly recibió a «Runaways» de buena manera: "empieza suavemente con unos acordes de piano y sin mucho más, pero gana ímpetu rápidamente que hacer recordar la letra de «Mr. Brightside». Cuatro minutos más tarde, estás saltando alocadamente y es suficientemente buena que lo deja como lo mejor del cuarteto de Las Vegas". Mark Richards de Stereoboard.com se entusiasmó con la melodía. "«Runaways» es una genial canción alternativa de verano que, sin duda, no quedará en el olvido debido a sus influencias de los clásicos de los 80".
Los lectores de la revista Rolling Stone eligieron a «Runaways» como la mejor canción del verano en una encuesta en la lista «Readers' Poll: The Top Best Songs of Summer 2012» («encuesta a los lectores: las mejores canciones del verano 2012»)

## Posicionamientos en listas
| Lista (2012)                                         | Mejor posición |
| ---------------------------------------------------- | -------------- |
| Alternative Rock canadiense (America's Music Charts) | 26             |
| Alternative Songs estadounidense (Billboard)         | 12             |
| Bélgica (Ultratip Flanders)                          | 41             |
| Billboard Hot 100 estadounidense                     | 78             |
| Canadian Hot 100 (Billboard)                         | 37             |
| Digital Songs estadounidense (Billboard)             | 34             |
| Rock Songs estadounidense (Billboard)                | 18             |
| Singles Chart español                                | 28             |